# Baho
Baho (em catalão:  Bao) é uma comuna francesa na região administrativa da Occitânia, no departamento dos Pirenéus Orientais. Estende-se por uma área de 7.90 km², e possui 3.323 habitantes, segundo o censo de 2018, com uma densidade de 420 hab/km².